# SUPER SHIRO (みゆはんの曲)
「SUPER SHIRO」（スーパー シロ）は、みゆはんの楽曲。ビクターエンタテインメントから2019年10月14日に配信限定でリリースされた。

## タイアップ
- Webアニメ『SUPER SHIRO』主題歌

## 曲の詳細
1. SUPER SHIRO [2:24]
  - 作詞：市川喜康 作曲：溝渕大智